# Miha Švab
Miha Švab (20 d'abril de 1984) és un ciclista eslovè, professional des del 2005 fins al 2010.

## Palmarès
- 2002
  - 1r al Giro de Toscana júnior
- 2005
  - Vencedor d'una etapa a la Volta a Turíngia